# Sankt Nikolai kyrka, Joensuu
Sankt Nikolai kyrka, eller Sankt Nikolaus kyrka, (finska: Pyhän Nikolaoksen kirkko) är en finsk-ortodox trä- och församlingskyrkobyggnad belägen i staden Joensuu, i landskapet Norra Karelen i östra Finland.
Kyrkan är helgad åt helgonet Sankt Nikolaus och är församlingskyrkan i Joensuu ortodoxa församling.

## Historik
Sankt Nikolai kyrka i Joensuu stod färdig 1887, då biskop Antoni av Ladoga och Viborg genomförde invigningen av kyrkan.
Byggnaden ritades av arkitekt G.F. Karpov. Dock skiljer sig kyrkans utseende från arkitektens ritningar, då kyrkan blev bland annat mindre än planerat.

## Kyrkan
- Kyrkan är 21 m lång, 14 m bred och klocktornet är 19 m högt.[1]

- Inne i kyrkan finns en ikonostas som målades av Aleksandr Nevskij Lavra i Sankt Petersburg, Ryssland.[2]

## Bilder

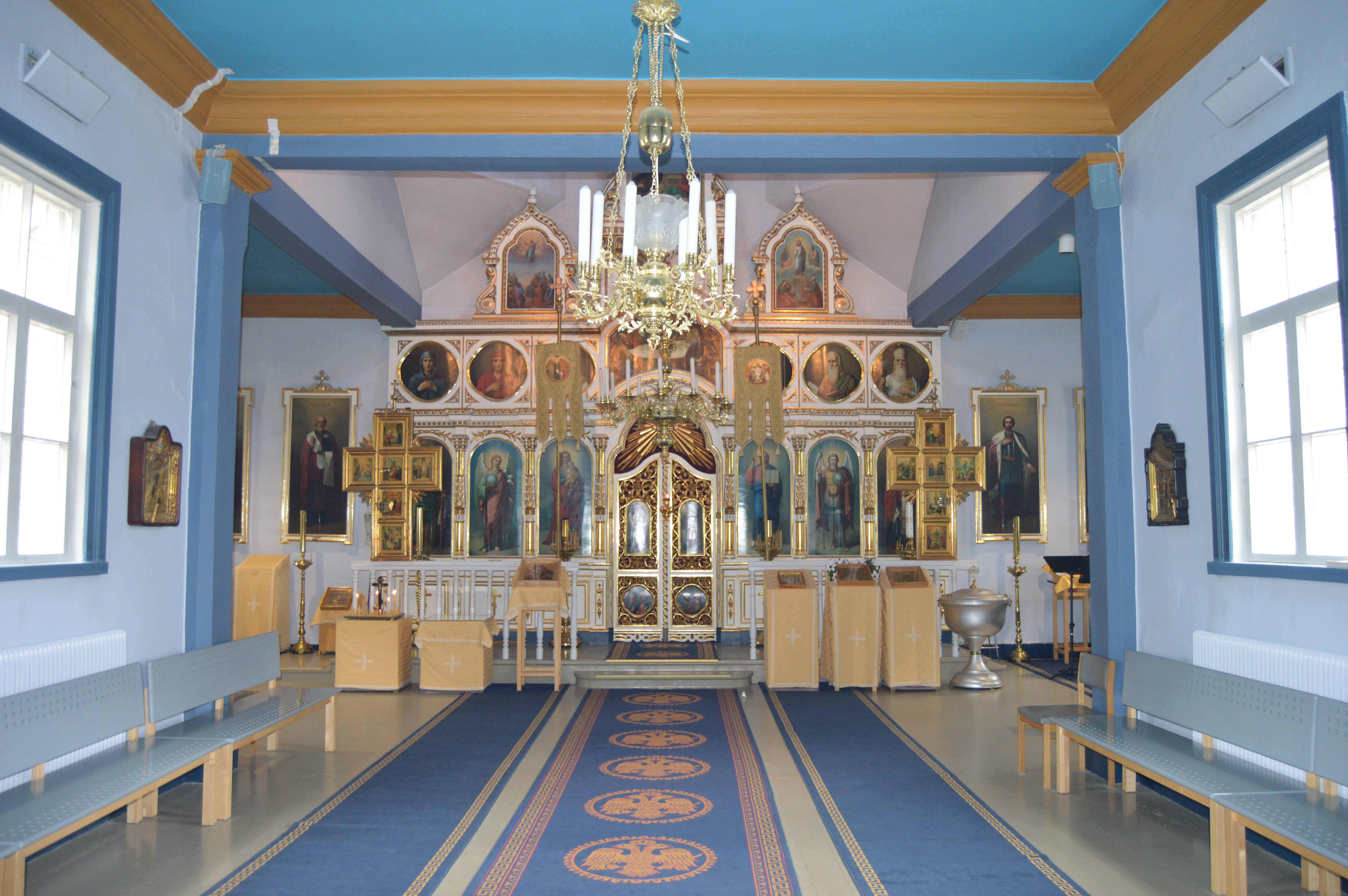
Kyrkans interiör mot ikonostas.

### Allmänna källor
- Suomen kaunein kirkko: Pyhän Nikolaoksen kirkko (tiedonportailla.fi)
- Ortodoksinen kulttuurikeskus :: PYHÄKKÖKIERROS
- Ortodoksinen kulttuurikeskus :: Pyhän Nikolaoksen kirkko